# Intérêt communautaire
L'intérêt communautaire renvoie à la l'intérêt d'une communauté. Sur un plan territorial, il consiste à évaluer les compétences d'une communauté de communes, d'agglomération ou urbaine.
Remarque : Dans le domaine de la flore, fonge et faune, et des inventaires naturalistes, les expressions habitat d'intérêt communautaire, espèces d'intérêt communautaire ou d'intérêt communautaire prioritaire qualifient respectivement un habitat ou un taxon rare, retenu par l'Union européenne comme patrimonial et méritant une protection (zone spéciale de conservation, Zone Natura 2000…) et un suivi particulier, sous la responsabilité subsidiaire des États-membres. Les espèces ou habitats prioritaires sont ceux dont l'état de conservation est préoccupant et pour lesquelles un effort particulier doit être engagé. Ces habitats ou espèces sont listées dans des annexes aux Directives habitat, oiseaux, Natura 2000… Ces listes sont mises à jour périodiquement.

## Origine
La notion d'intérêt communautaire est créée en même temps que les communautés de communes, par la loi no 92-125 du 6 février 1992. C'est la loi dite ATR (administration territoriale de la République).

## Fonctionnement
L'intérêt communautaire est défini par le conseil communautaire pour toutes les catégories d'EPCI à fiscalité propre depuis la loi MAPTAM du 27 janvier 2014.
L'intérêt communautaire est le socle à la répartition des compétences entre l'EPCI et les communes adhérentes. Il régit les transferts de compétences, mais peut être modifié afin de permettre à la structure intercommunale de se développer et d'augmenter ses prérogatives.